# Конгресс Эстонии
Конгресс Эстонии (эст. Eesti Kongress) — альтернативный парламент, возникший в Эстонии в конце перестройки, ставивший своей целью достижение независимости от СССР посредством волеизъявления бывших граждан довоенной Эстонской республики и их потомков. Провозглашал незаконность властных полномочий Верховного Совета Эстонской Советской Социалистической Республики. Конгресс заявлял, что представляет собой высшую власть в вопросах государственного статуса и гражданства Эстонии, берущую начало в инициативе и консенсусе граждан Эстонии. Заявленной целью Конгресса было восстановление эстонской независимости на базе принципа континуитета с Эстонской республикой, существовавшей до 1940 года.

## Деятельность
24 февраля 1989 года Общество защиты памятников старины, Эстонская партия национальной независимости и Эстонский христианский союз обнародовал призыв начать подготовку к выборам в Конгресс Эстонии, для чего организовывать комитеты граждан Эстонской республики (эст. Eesti Kodanike Komiteed) и регистрировать в них лиц, признаваемых гражданами Эстонской республики до 1940 года по рождению согласно принципу jus sanguinis, то есть тех, кто был гражданином Эстонской республики в июне 1940 года и их потомков. Лиц, не удовлетворяющих этим требованиям, но желавших поддержать движение, регистрировали в качестве ходатайствующих об эстонском гражданстве. К февралю 1990 года было зарегистрировано около 790 000 «предварительных» граждан и около 60 000 ходатайствующих о гражданстве, получивших соответствующие удостоверения, названные «зелёными карточками».
24 февраля 1990 года состоялись выборы в Конгресс Эстонии, право на участие в которых получили также ходатайствующие. В выборах приняло участие 557613 зарегистрированных гражданина бывшей Эстонской республики и 34345 ходатайствующих о гражданстве. Были избраны 499 делегатов от 31 политической партии. Большинство мест в Конгрессе получила Эстонская партия национальной независимости, другие представленные в Конгрессе партии включали Народный фронт Эстонии, Общество охраны памятников старины и Коммунистическую партию Эстонии. 11-12 марта 1990 года первый съезд делегатов Конгресса Эстонии в концертном зале «Эстония» постановил восстановить Эстонскую республику на основании принципа правопреемственности. Михкель Матизен зачитал Конгрессу приветствие премьер-министра правительства Эстонской республики в изгнании Хейнриха Марка. Был избран исполнительный орган, получивший название Комитет Эстонии (эст. Eesti Komitee), председателем которого стал Тунне Келам.
В сентябре 1991 года для разработки конституции республики была сформирована конституционная ассамблея из равного числа представителей от Верховного Совета Эстонской ССР и Конгресса Эстонии. Новая конституция была одобрена в ходе референдума в июне 1992 года, с использованием процедуры замены конституции, определённой в конституции 1938 года для соблюдения принципа континуитета Эстонской республики. Как Конгресс Эстонии, так и Верховный Совет самораспустились в октябре 1992 года, передав свои полномочия первому парламенту новой республики (Рийгикогу), избранному согласно новой конституции в сентябре 1992 года.

## Политика
В марте 1990 года произошли выборы в Верховный совет Эстонской Советской Социалистической Республики, прошедшие на многопартийной основе. В отличие от предыдущих составов Совета, главную роль в которых играли представители Коммунистической партии Эстонии, в новом составе доминирующей силой стал Народный фронт Эстонии.
Главные идеологические отличия между Конгрессом Эстонии и Верховным Советом были:
- Конгресс Эстонии поддерживал идею континуитета Эстонской республики, в то время как Верховный Совет придерживался идеи «Третьей республики» (после Первой республики 1918—1940 годов и Советской республики 1940—1991);
- Конгресс Эстонии, как и комитеты граждан Эстонии прежде, поддерживал принцип правопреемственности гражданства, в противовес принципу предоставления гражданства всем жителям Эстонской ССР по состоянию на 1990 год (иногда называемому «нулевой вариант гражданства», эст. kodakondsuse nullvariant).

В дальнейшем точка зрения Конгресса Эстонии возобладала по обоим пунктам. Тем не менее, кроме правопреемных граждан Эстонии, право на гражданство восстановленной республики автоматически получили все её жители, которые зарегистрировались в комитетах граждан Эстонии.

## Примечательные личности, бывшие делегатами Конгресса
- Тривими Веллисте
- Владимир Вельман
- Ян Каплинский
- Тунне Келам
- Тийт Маде
- Тийт Мадиссон
- Леннарт Мери
- Март Лаар
- Марью Лауристин
- Тынис Лукас
- Лагле Парек
- Ивар Райг
- Хандо Руннель
- Эдгар Сависаар
- Рейн Таагепера